# Późne potencjały komorowe
Późne potencjały komorowe, PPK (ang. late ventricular potentials, LVP) – to niskonapięciowe, niskoamplitudowe (mikrowoltowe) oscylacje o wysokiej częstotliwości, zlokalizowane w końcowym fragmencie zespołu QRS, niewidoczne jednak w standardowym zapisie elektrokardiogramu.
Do ich wykrycia i analizy stosuje się techniki wzmocnienia, filtracji i uśredniania zapisu EKG.
Są uznawane za wykładniki uszkodzenia mięśnia sercowego, powodującego powstanie w mięśniu sercowym obszarów o zwolnionym przewodnictwie bodźców, co stwarza warunki do powstania groźnych komorowych zaburzeń rytmu serca, mogących doprowadzić do nagłej śmierci sercowej.
Późne potencjały komorowe mogą występować u ludzi zupełnie zdrowych, w przypadku kardiomiopatii oraz w przypadkach choroby niedokrwiennej serca, zwłaszcza po zawale mięśnia serca.
W tym ostatnim przypadku są uznawane za ważny czynnik prognostyczny, gdyż brak późnych potencjałów komorowych u osób po zawale mięśnia sercowego, wiąże się z niskim stopniem zagrożenia nagłą śmiercią sercową (tzw.negatywna wartość rokownicza wynosi 98%).